# Aleksei Nikolàievitx Titov
Aleksei Nikolàievitx Titov, rus: Алексей Николаевич Титов (Sant Petersburg, Rússia, 1769 - 20 de novembre de 1827) fou un militar i músic rus, i pare i germà respectivament de Nikolai i, Serguei Nikolàievitx Titov ambdós també músics i compositors.
Fou el primer a compondre, romances de cambra. També va compondre ballables i marxes militars que l'exèrcit rebia amb aplaudiments per la seva marcialitat i Titov ser tinent general.
Va compondre moltes òperes en l'estil de Mozart, entre les quals cal mencionar:
- El cerveser i l'esperit ocult (1796);
- El judici de Salomó (1805);
- Jam (1805);
- Mursachad (1807);
- Emerico Techelius (1812);
- Els creduls (1812);
- La boda de Filatkina;
- La festa de Mogul;
- Així són els russos;
- L'error;
- Natàlia;
- La bella Tatiana;
- Soldat i pastor.